# Negro y Blanco
Negro y Blanco (título original: Black and White) es una película del año 1999 dirigida por James Toback, protagonizada por Robert Downey Jr., Gaby Hoffmann, Allan Houston, Jared Leto, Scott Caan, Claudia Schiffer, Brooke Shields y un número de músicos de rap, es decir, los miembros del Wu- Tang Clan (Raekwon, Method Man, Ghostface Killah, Oli "Power" Grant, Masta Killa y Inspectah Deck).
La película también cuenta con Ben Stiller en un papel raro como detective de la policía de mala calidad, así como Mike Tyson interpretándose a sí mismo. Tuvo su primera presentación en el Festival de Cine de Telluride 4 de septiembre de 1999, seguido por un segundo estreno en el Festival de Cine de Toronto el 15 de septiembre de 1999. Tuvo su estreno en los cines generalizado en los EE. UU. el 5 de abril de 2000.

## Argumento
El funcionamiento interno del hip-hop de New York , y la fascinación de los observadores blancos con la música rap y la cultura hip-hop, es el escenario para este drama escrito y dirigido por James Toback. Rich Bower (Power) maneja una compañía de mudanzas y es un cantante en el mundo de la música rap (que está involucrado en una serie de otras iniciativas empresariales lícitas e ilícitas),  su apartamento es un lugar de encuentro privilegiado para los músicos, y los hipsters que quieren parecer cool, incluyendo una pandilla de chicos blancos que quieren estar en el interior de lo que ellos consideran el mejor lugar del mundo. Sam (Brooke Shields), una directora de cine, está haciendo un documental sobre Rich y su círculo de amigos, con la ayuda de su esposo Terry (Robert Downey Jr.), un homosexual encerrado, que no se siente a gusto en este ambiente. Dean (Allan Houston) es un talentoso jugador de baloncesto de la universidad y amigo de Rich desde la infancia. Aficionado con el mundo del juego. Mark, (Ben Stiller) lanza unos cuantos dólares por un precio. Dean toma el dinero en contra de su mejor juicio, y pronto se da cuenta de un error que cometió cuando Mark resulta ser un policía con la esperanza de desenterrar la suciedad de Rich. Rich, a su vez descubre que Dean podría verse obligado a decir todo lo que sabe y  mantenerse fuera de la cárcel, y él decide que Dean tiene que ser asesinado, sin embargo, antes del asesinato de su propio amigo, Rich le pide a uno de los chicos blancos que se junta con él, que parece especialmente ansioso por demostrar su valía, que lo haga por él. El chico, sin embargo, es en realidad el hijo del Fiscal de Distrito.

## Reparto
- Scott Caan - Scotty
- Robert Downey Jr. - Terry Donager
- Stacy Edwards - Sheila King
- Allan Houston - Dean Carter
- Gaby Hoffmann - Raven
- Kidada Jones - Jesse
- Jared Leto - Casey
- Marla Maples - Muffy
- Joe Pantoliano - Bill King
- Bijou Phillips - Charlie
- Power - Rich Bower
- Raekwon - Cigar
- Claudia Schiffer - Greta
- William Lee Scott: Will King
- Brooke Shields - Sam Donager
- Ben Stiller - Mark Clear
- Elijah Wood - Wren